# 90'S MY LIFE
『90'S MY LIFE』（ナイティーンズ・マイ・ライフ）はロックバンド、the pillowsの2枚目のミニアルバム。

## 概要
the pillowsのインディーズ2ndアルバム。通称第一期の2作目でオリジナル盤『90'S MY LIFE』は廃盤となり、長い間(2004年まで)音源を聴くことは難しい状態になっていてオークションなどでも高値がついていた（現在でもオリジナル盤は高価格で取り上げられている）。

そんな中、2004年3月30日に『90'S MY LIFE returns』としてオリジナル盤収録曲にレア音源と未発表曲を収録して再発する。「THE PILLOWS」のクレジットでメンバーのところには現在、元メンバーの上田ケンジの名前も書いてある。また、「INTERVIEW FILE cast」の笹川清彦の解説も付いている。

「巴里の女性マリー」はセルフカバーはされていないが、ライブDVD『916 "15th Anniversary Special Live DVD"』にてアレンジされて歌われている映像が収録されており、またthe pillowsトリビュートアルバム『SYNCHRONIZED ROCKERS』にて、TheピーズWithクハラカズユキがカバーしている。

「ぼくは かけら」は『PENALTY LIFE』に隠しトラックとしてセルフカバーが収録されていて、ライブDVD『LOSTMAN GO TO BUDOKAN』にライブ映像も収録されている。

「90'S MY LIFE」は「90'S MY LIFE 09」としてセルフカバーバージョンが、配信限定で音源が出された、ライブDVD『LOSTMAN GO TO BUDOKAN』にライブ映像も収録されている。

「ジングル・ベルがきこえる」と「こんな日が続けばいいのに」は1990年12月20日市川CLUB GIOにて行われたクリスマスライブで無料配布されたカセットテープからの収録。

「I DON'T CRY」はコインロッカー・ベイビーズ時代にも演奏されていた楽曲。

## 収録曲
全作詞曲 : the PILLOWS （#1〜2,4〜15 作詞曲:山中さわお / #3 作曲：上田ケンジ 作詞：山中さわお）
1. 巴里の女性マリー
2. ぼくは かけら
3. 透きとおる遠い手紙
4. NEVER FIND
5. 90'S MY LIFE

『90'S MY LIFE returns』収録曲
1. 巴里の女性マリー
2. ぼくは かけら
3. すきとおる遠い手紙
4. NEVER FIND
5. 90'S MY LIFE
6. ジングル・ベルがきこえる
7. こんな日が続けばいいのに
8. 僕の声が風に消されても
9. 僕はアウトサイダー
10. I DON'T CRY